# Abderahmane Hachoud
Abderahmane Hachoud (El Attaf, 2 juli 1988) is een Algerijnse voetballer (verdediger) die sinds 2010 voor de Algerijnse eersteklasser ES Sétif uitkomt. Daarvoor speelde hij voor MC Alger en CA Bordj Bou Arreridj. Met Sétif werd hij in 2012 landskampioen en won de beker in datzelfde jaar.
Hachoud speelde sinds 2011 reeds drie interlands voor de Algerijnse nationale ploeg.